# 길환영
길환영(吉桓永, 1954년 9월 14일~)은 제20대 KBS 사장을 역임한 대한민국의 언론인이었고, 국민의힘 당원이다.

## 학력
- 천안중앙초등학교(22회)
- 계광중학교(19회)
- 천안고등학교(18회)
- 고려대학교 신문방송학과 학사
- 고려대학교 언론대학원 신문방송학과 석사

## 경력
- 1981년 : KBS 8기 공채 프로듀서
- 1992년 : KBS청주방송총국 제작부장
- 1995년 : 파리 PD특파원
- 1998년 : 편성국 외주제작부주간, 교양국 부주간
- 2002년 : KBS 비서실장
- 2003년 : KBS 시사교양본부 주간
- 2004년 : KBS 편성본부 외주제작팀장, 편성기획팀장
- 2006년 : KBS대전방송총국 총국장
- 2009년 : KBS 방송문화연구소 근무
- 2009년 : KBS TV제작본부장
- 2010년 ~ 2011년 9월 : KBS 콘텐츠본부장
- 2011년 9월 : KBS 부사장
- 2012년 11월 ~ 2014년 6월 : KBS 사장(사장직에서 해임)
- 2012년 12월 : 제6대 DTV코리아 회장
- 2013년 : 제15대 여의도클럽 회장
- 2013년 10월 : 제14대 아시아태평양방송연맹 회장
- 2015년 2월 ~ 2018년 3월 : 백석대학교 특임부총장
- 2018년 3월 ~ 2018년 9월 : 자유한국당 충청남도당 천안갑 당협위원장
- 2018년 3월 : 자유한국당 전임위원 겸 전임고문
- 2018년 12월 ~ 2019년 1월 : 자유한국당 충청남도당 천안(갑) 당협위원장
- 2019년 7월 : 자유한국당 미디어특별위원회 공동위원장
- 미래통합당
- 미래한국당
- 국민의힘
- 2022년 : 국민언론감시연대 및 공정언론국민연대 창립 발기인

## 상훈
- 2001년 대통령표창
- 2013년 대한민국 콘텐츠 대상 은관문화훈장

## 역대 선거 결과
| 실시년도 | 선거        | 대수 | 직책     | 선거구         | 정당       | 득표수   | 득표율          | 순위 | 당락 | 비고 |
| -------- | ----------- | ---- | -------- | -------------- | ---------- | -------- | --------------- | ---- | ---- | ---- |
| 2018년   | 6·13 재보선 | 20대 | 국회의원 | 충남 천안시 갑 | 자유한국당 | 25,704표 | \| \| 32.85% \| | 2위  | 낙선 |      |
|          | 32.85%      |      |          |                |            |          |                 |      |      |      |